# Élections municipales israéliennes de 2018
Les élections municipales israéliennes de 2018 se déroulent le 30 octobre 2018 dans 197 des 201 municipalités et dans les 54 conseils régionaux. Pour les candidats n'ayant pas obtenu plus de 40 % des voix dès le premier tour, un second tour a eu lieu le 13 novembre 2018. La durée du mandat est de 5 ans.
Les électeurs votent séparément pour élire le maire et une liste de conseillers municipaux. 
Le taux de participation au premier tour s'élève à 54 %. Le Premier ministre Benyamin Netanyahou essuie une série de revers. Ainsi, à Jérusalem, son candidat, le ministre de la Protection environnementale Ze'ev Elkin est éliminé au premier tour, et c'est le candidat séfarade Moshe Lion qui est élu au second tour. À Tel Aviv, le maire travailliste sortant Ron Huldai est réélu et Netanyahou ne présente aucun candidat à la mairie. Par ailleurs, la candidate travailliste Einat Kalisch-Rotem s'empare de la mairie d'Haïfa, devenant la première femme à la tête d'une grande ville.

## Système électoral
En Israël, les électeurs votent séparément pour élire le maire et une liste de conseillers municipaux pour les représenter, pour un mandat de cinq ans. Le premier tour a lieu le 30 novembre. Dans les municipalités ou aucun candidat n'obtient plus de 40 %, un second tour est organisé le 13 novembre. 
Un jour de congé est accordé aux citoyens israéliens pour se rendre aux unes.

## Campagne électorale
Selon Libération, la campagne électorale est une « campagne éclair marquée, entre autres tares démocratiques, par d'incessants SMS et appels automatisés, des clips humoristiques désolants et des fake news, des affiches racistes contre le « péril » de la mixité juive-arabe ». La participation ou non au scrutin des Arabes et Druzes habitant les territoires occupés par Israël est aussi au centre des débats.

## Résultats
| Ville                       | Maire élu           | Parti              | Voix    |
| --------------------------- | ------------------- | ------------------ | ------- |
| Abou Gosh                   | Salim Jaber         | Likoud             |         |
| Abu Snan (en)               |                     |                    |         |
| Acre                        | Shimon Lankri (en)  | Likoud             |         |
| Afoula                      |                     |                    |         |
| Arad                        |                     |                    |         |
| Ashdod                      |                     |                    |         |
| Ashkelon                    |                     |                    |         |
| Azor                        |                     |                    |         |
| Basmat Tab'un (en)          |                     |                    |         |
| Bat Yam                     |                     |                    |         |
| Beer-Sheva                  |                     |                    |         |
| Be'er Ya'akov               |                     |                    |         |
| Beit Aryeh                  |                     |                    |         |
| Beit Dagan                  |                     |                    |         |
| Beit Jann (en)              |                     |                    |         |
| Beït Shéan                  |                     |                    |         |
| Bet Shemesh                 |                     |                    |         |
| Bnei Ayish                  |                     |                    |         |
| Bnei Brak                   |                     |                    |         |
| Binyamina-Giv'at Ada (en)   |                     |                    |         |
| Bir al-Maksur (en)          |                     |                    |         |
| Bu'eine Nujeidat (en)       |                     |                    |         |
| Buq'ata                     |                     |                    |         |
| Deir Hana (en)              |                     |                    |         |
| Dimona                      |                     |                    |         |
| Eilat                       |                     |                    |         |
| Ein Qiniyye                 |                     |                    |         |
| El'ad                       |                     |                    |         |
| Elyakhin (en)               |                     |                    |         |
| Even-Yéhouda                |                     |                    |         |
| Gan Yavné                   |                     |                    |         |
| Guedera                     |                     |                    |         |
| Ghajar                      |                     |                    |         |
| Giv'at Shmuel               |                     |                    |         |
| Givatayim                   |                     |                    |         |
| Hadera                      |                     |                    |         |
| Haïfa                       | Einat Kalisch-Rotem | Parti travailliste | 66 486  |
| Hatzor-Haglilit             |                     |                    |         |
| Herzliya                    |                     |                    |         |
| Hod Hasharon                |                     |                    |         |
| Holon                       |                     |                    |         |
| Hura                        |                     |                    |         |
| Hurfeish (en)               |                     |                    |         |
| Iksal (en)                  |                     |                    |         |
| Jadeidi-Makr (en)           |                     |                    |         |
| Jaljulia (en)               |                     |                    |         |
| Jérusalem                   | Moshe Lion          | Likoud             | 112 744 |
| Jish                        |                     |                    |         |
| Jisr az-Zarqa (en)          |                     |                    |         |
| Julis (en)                  |                     |                    |         |
| Kabul (en)                  |                     |                    |         |
| Kafr Qasim                  |                     |                    |         |
| Karmiel                     |                     |                    |         |
| Kfar Saba                   |                     |                    |         |
| Kfar Yona                   |                     |                    |         |
| Kiryat-Ata                  |                     |                    |         |
| Kiryat-Bialik               |                     |                    |         |
| Kiryat Gat                  |                     |                    |         |
| Kiryat-Malakhi              |                     |                    |         |
| Kiryat-Motzkin              |                     |                    |         |
| Kiryat Ono                  |                     |                    |         |
| Kiryat Shmona               |                     |                    |         |
| Kiryat Tivon                |                     |                    |         |
| Kiryat-Yam                  |                     |                    |         |
| Kokhav Ya'akov / Tel Tsiyon |                     |                    |         |
| Lod (Israël)                |                     |                    |         |
| Ma'alot-Tarshiha            |                     |                    |         |
| Majdal Shams                |                     |                    |         |
| Mas'ade                     |                     |                    |         |
| Mevasseret Tsion            |                     |                    |         |
| Migdal HaEmek               |                     |                    |         |
| Modiin-Maccabim-Reout       |                     |                    |         |
| Nahariya                    |                     |                    |         |
| Nazareth                    |                     |                    |         |
| Nesher (ville)              |                     |                    |         |
| Ness Ziona                  |                     |                    |         |
| Netanya                     |                     |                    |         |
| Netivot                     |                     |                    |         |
| Ofaqim                      |                     |                    |         |
| Or Aqiva                    |                     |                    |         |
| Or Yehuda                   |                     |                    |         |
| Petah Tikva                 |                     |                    |         |
| Qalansawe                   |                     |                    |         |
| Qatzrin                     |                     |                    |         |
| Ra'anana                    |                     |                    |         |
| Rahat                       |                     |                    |         |
| Ramat Gan                   |                     |                    |         |
| Ramat Ha-Sharon             |                     |                    |         |
| Ramla                       |                     |                    |         |
| Rehovot                     |                     |                    |         |
| Rishon LeZion               |                     |                    |         |
| Rosh HaAyin                 |                     |                    |         |
| Safed                       |                     |                    |         |
| Sakhnin                     |                     |                    |         |
| Sdérot                      |                     |                    |         |
| Shefa Amr                   |                     |                    |         |
| Tamra                       |                     |                    |         |
| Tel-Aviv-Jaffa              | Ron Huldai          | Parti travailliste | 91 116  |
| Tibériade                   |                     |                    |         |
| Tira                        |                     |                    |         |
| Tirat Carmel                |                     |                    |         |
| Umm al-Fahm                 |                     |                    |         |
| Yafa an-Naseriyye (en)      |                     |                    |         |
| Yanuh-Jat (en)              |                     |                    |         |
| Yavné                       |                     |                    |         |
| Yavnéel                     |                     |                    |         |
| Yehud-Monosson              |                     |                    |         |
| Yeruham                     |                     |                    |         |
| Yoqneam                     |                     |                    |         |
| Zarzir (en)                 |                     |                    |         |
| Zikhron Yaakov              |                     |                    |         |